# Yurguin Román
Yurguin Alberto Román Alfaro (ur. 19 stycznia 1997 w Grecii) – kostarykański piłkarz występujący na pozycji lewego obrońcy, od 2022 roku zawodnik San Carlos.